# Salshultasjön
Salshultasjön är en sjö i Vetlanda kommun i Småland och ingår i Emåns huvudavrinningsområde. Sjön är 10,1 meter djup, har en yta på 0,165 kvadratkilometer och befinner sig 211,2 meter över havet. Vid provfiske har abborre, gädda, mört och sutare fångats i sjön.

## Delavrinningsområde
Salshultasjön ingår i det delavrinningsområde (635389-146164) som SMHI kallar för Inloppet i Värnen. Medelhöjden är 243 meter över havet och ytan är 51,6 kvadratkilometer. Det finns inga delavrinningsområden uppströms utan avrinningsområdet är högsta punkten. Skärveteån (Farstorpaån) som avvattnar avrinningsområdet har biflödesordning 3, vilket innebär att vattnet flödar genom totalt 3 vattendrag innan det når havet efter 149 kilometer. Delavrinningsområdet består mestadels av skog (75 procent). Avrinningsområdet har 1,09 kvadratkilometer vattenytor vilket ger det en sjöprocent på 2,1 procent.